# Praça Heróis da Força Expedicionária Brasileira
A Praça Heróis da Força Expedicionária Brasileira é um espaço público localizado no bairro de Santana, zona norte da cidade de São Paulo.

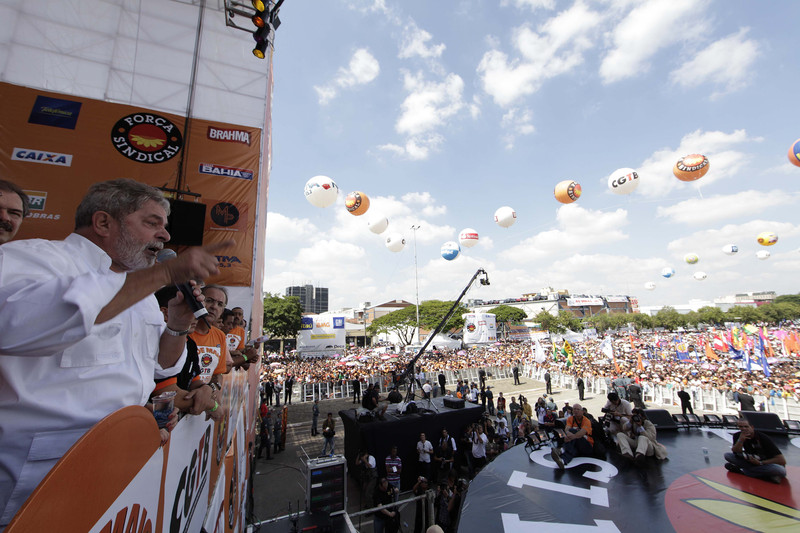
Comemoração do 1º de Maio promovida pela Força Sindical na praça.

A pedido do presidente da "Associação dos Ex-combatentes do Brasil" a via ganhou o nome dos pracinhas que atuaram na II Guerra Mundial, sendo denominada através do Decreto nº 16.935 de 06/10/1980. Na praça há o Monumento aos Heróis da Força Expedicionária Brasileira e a 16ª Delegacia do Serviço Militar/4ª CSM.
Anualmente acontecem dois eventos importantes na praça, os shows da Marcha para Jesus e o show do 1º de Maio da Força Sindical, dentre outros acontecimentos.